# Danmarks kommuner
Danmarks kommuner är 98 till antalet och är grupperade i fem regioner. De bildades i allmänhet 1 januari 2007 då det genomfördes en kommunreform i Danmark. Innan reformen hade landet varit uppdelat i 270 kommuner (och 13 amt). Det skedde även en kommunreform 1970, innan den fanns det 1 098 kommuner fördelade på 24 amt.
Kommunerna styrs av kommunfullmäktige, som vanligen kallas kommunalbestyrelse eller i vissa fall byråd. I Köpenhamn går den under namnet borgerrepræsentationen. Det väljs genom kommun- och regionval, som hålls vart fjärde år. Ordförande i kommunfullmäktige kallas borgmästare. Det finns generellt få lagkrav på kommuneras inre struktur. Däremot utövar staten på olika sätt tillsyn. Kommunerna har rätt att ta ut skatt (vilket inte regionerna har).
Ögruppen Ertholmene nordöst om Bornholm ingår inte i någon kommun, utan administreras av Forsvarsministeriet.

## Lista över kommuner
| - Albertslunds kommun - Allerøds kommun - Ballerups kommun - Bornholms regionkommun - Brøndby kommun - Dragørs kommun - Egedals kommun - Fredensborgs kommun - Frederiksbergs kommun - Frederikssunds kommun - Furesø kommun - Gentofte kommun - Gladsaxe kommun - Glostrups kommun - Gribskovs kommun - Halsnæs kommun - Helsingörs kommun - Herlevs kommun - Hillerøds kommun - Hvidovre kommun - Høje-Tåstrups kommun - Hørsholms kommun - Ishøjs kommun - Köpenhamns kommun - Lyngby-Taarbæks kommun - Rudersdals kommun - Rødovre kommun - Tårnby kommun - Vallensbæks kommun | - Favrskovs kommun - Hedensteds kommun - Hernings kommun - Holstebro kommun - Horsens kommun - Ikast-Brande kommun - Lemvigs kommun - Norddjurs kommun - Odders kommun - Randers kommun - Ringkøbing-Skjerns kommun - Samsø kommun - Silkeborgs kommun - Skanderborgs kommun - Skive kommun - Struers kommun - Syddjurs kommun - Viborgs kommun - Aarhus kommun | - Brønderslevs kommun - Frederikshavns kommun - Hjørrings kommun - Jammerbugts kommun - Læsø kommun - Mariagerfjords kommun - Morsø kommun - Rebilds kommun - Thisteds kommun - Vesthimmerlands kommun - Aalborgs kommun | - Faxe kommun - Greve kommun - Guldborgsunds kommun - Holbæks kommun - Kalundborgs kommun - Køge kommun - Lejre kommun - Lollands kommun - Næstveds kommun - Odsherreds kommun - Ringsteds kommun - Roskilde kommun - Slagelse kommun - Solrøds kommun - Sorø kommun - Stevns kommun - Vordingborgs kommun | - Assens kommun - Billunds kommun - Esbjergs kommun - Fanø kommun - Fredericia kommun - Fåborg-Midtfyns kommun - Haderslevs kommun - Kerteminde kommun - Koldings kommun - Langelands kommun - Middelfarts kommun - Nordfyns kommun - Nyborgs kommun - Odense kommun - Svendborgs kommun - Sønderborgs kommun - Tønders kommun - Varde kommun - Vejens kommun - Vejle kommun - Ærø kommun - Åbenrå kommun |